# De Johnny
De Johnny is een oeuvreprijs voor podiumpoëzie die in 2021 in het leven is geroepen op initiatief van de Arnhemse Stichting voor Poëzie en het Gesproken Woord.
De prijs is vernoemd naar de Nederlandse dichter Johnny van Doorn (1944-1991).
Dichters, woordkunstenaars of podiumkunstenaars die in de breedste zin van het woord hebben bijgedragen aan de receptie van poëzie in het Nederlandse taalgebied, kunnen worden genomineerd.
De prijs bestaat uit een geldbedrag van € 10.000, waarvan de winnaar, als stimulering, € 2.000 moet besteden aan een opkomend talent naar keuze. Daarnaast ontvangt de winnaar de Johnny van Doorntrofee.
De Johnny is - net als De Grote Poëzieprijs - een activiteit van Prijs de Poëzie, een initiatief van de Poëzieclub.
De prijs wordt uitgereikt op 12 november, de geboortedag van Johnny van Doorn.
De Johnny heeft een wankele financiële basis en is afhankelijk van incidentele ondersteuning. Zo is de organisatie er in 2023 niet in geslaagd om de geldprijs bij elkaar te krijgen. De Johnny van Doorntrofee werd dat jaar wel uitgereikt.

## Winnaars
- 2021 Ellen Deckwitz, zij deelde haar prijs met opkomend talent Jasper Albinus.[2]
- 2022 Babs Gons en Seckou Ouologuem. Zij deelden hun prijs met de opkomende talenten van hun keuze: Daniëlle Zawadi en Bonheur Mayndu.[3]
- 2023 Jesse Laport, er was in 2023 geen geldprijs om te delen met een aanstormend talent.[4]
- 2024 Joost Oomen[5]